# Alice von Gaudy

Alice von Gaudy

Alice von Gaudy (* 10. März 1863 in Berlin; † 4. Juli 1929 in Gnadenfrei, Schlesien) war eine deutsche Schriftstellerin und Lyrikerin.

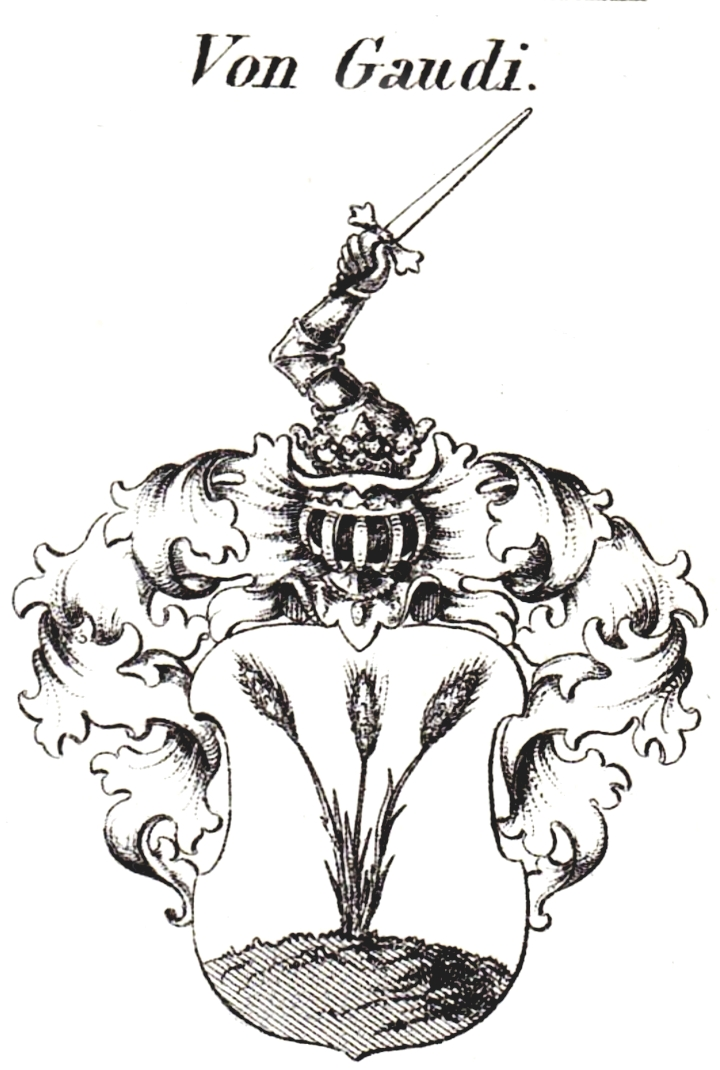
Wappen derer von Gaudi (Gaudy)

Sie wurde als Tochter des preußischen Oberstleutnants Friedrich von Gaudy geboren.  Ein Bruder ihres Vaters war der Dichter und Novellist Franz von Gaudy.
Alice von Gaudy erhielt ihre schulische Ausbildung an der Töchterschule in Posen und in der Königin-Luise-Stiftung in Berlin.  1880–1884 machte sie ausgedehnte Reisen in Süddeutschland, der Schweiz und Italien.  Ab 1885 lebte sie in Dresden, dann ab 1920 in Gnadenfrei.  Sie verfasste vor allem Novellen, Balladen und Lyrik.

## Werke
- Mein Sonnenschein. Dichtungen. Greiner & Pfeiffer, Stuttgart 1888. (Digitalisat)
- Seelen. Psychodramen und Novellen. Reclam, Leipzig 1897.
- Balladen und Lieder. Elsner, Berlin 1900.
- Franz Freiherr von Gaudy: Ausgewählte Werke (Hg. und Einführung, 1901)
- Aus Kinderreich und Elfenland. Ein Bilderbuch für die Kleinen. Hahn, Leipzig 1910.
- Lebenshöhen. Neue Balladen und Lieder. Wigand, Leipzig 1912.
- Das eiserne Halsband und andere Novellen. Bachem, Köln 1913.
- Kriegsdichtungen aus dem Sachsenlande. 2 Bände. Sächsischer Heimatdichter-Verlag, Dresden 1916, 1918.
- Aus heiligem Land. Dichtungen. Missionsbuchhandlung, Gnadenfrei 1925.